# الأمراض والطفيليات في سمك السالمون

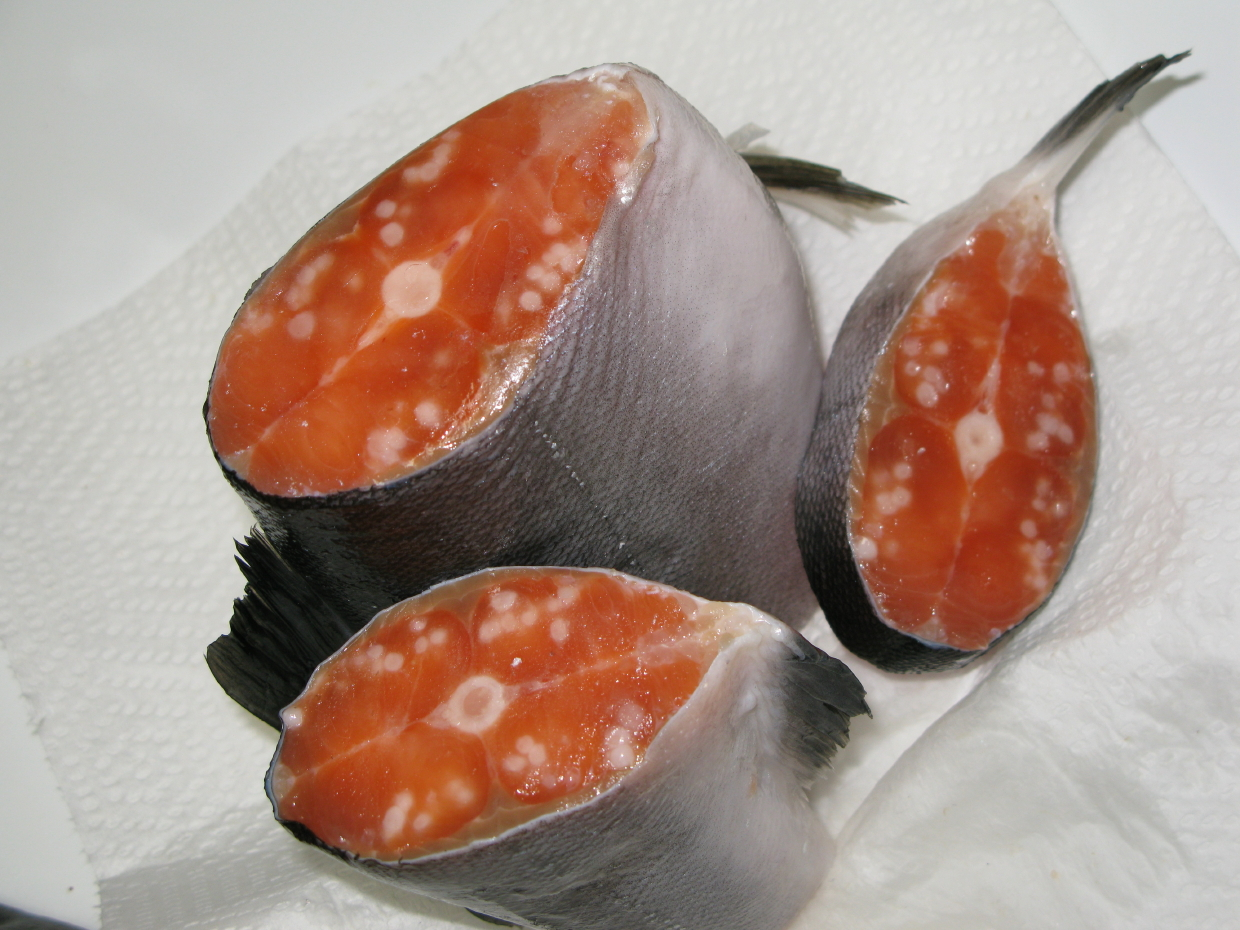
عينة من السلمون الوردي المصابة بـ Henneguya salminicola ، تم اصطيادها قبالة جزر الملكة شارلوت ، غرب كندا في عام 2009

تتناول هذه المقالة الأمراض والطفيليات في السلمون والتراوت والأسماك الأخرى الشبيهة بسمك السلمون من عائلة Salmonidae.

## نظرة عامة

### سيندريان الطفيليات
وفقًا لعالمة الأحياء الكندية دوروثي كيزر، فإن طفيلي المخاطية Henneguya salminicola موجود بشكل شائع في لحم السلمون. تم تسجيله في عينات حقلية من سمك السلمون العائد إلى جزر الملكة شارلوت. تستجيب السمكة عن طريق عزل العدوى الطفيلية في عدد من الأكياس التي تحتوي على سائل حليبي. هذا السائل هو تراكم لعدد كبير من الطفيليات.
Henneguya والطفيليات الأخرى في مجموعة myxosporean لها دورة حياة معقدة حيث يكون السلمون أحد مضيفين. تطلق الأسماك الجراثيم بعد التزاوج. في حالة هينيجويا، تدخل الأبواغ عائلًا ثانيًا، وهو حيوان لافقاري، في تيار التفريخ. عندما يهاجر السلمون الصغير إلى المحيط الهادئ، يطلق المضيف الثاني مرحلة معدية للسلمون. ثم يتم حمل الطفيل في السلمون حتى دورة التفريخ التالية. طفيلي myxosporean الذي يسبب مرض الدوران في التراوت له دورة حياة مماثلة. ومع ذلك، على عكس مرض الدوران، لا يبدو أن غزو Henneguya يسبب عجزًا كبيرًا في سمك السلمون المضيف - حتى الأسماك المصابة بشدة تميل إلى العودة للتكاثر بنجاح.
وفقًا للدكتور كايزر، فإن الكثير من العمل على Henneguya salminicola قام به العلماء في محطة المحيط الهادئ البيولوجية في نانايمو في منتصف الثمانينيات، على وجه الخصوص، تقرير عام ينص على أن «الأسماك التي لديها أطول وقت مكوث في المياه العذبة لأن الأحداث هم الأكثر إصابة بالعدوى. ومن ثم فإن ترتيب انتشار الكوهو هم الأكثر إصابة يليه الجورب، شينوك، الصديق والوردي.» كذلك، يقول التقرير إنه في الوقت الذي أجريت فيه الدراسات، كانت هناك مخزونات من الروافد الوسطى والعليا لأنظمة الأنهار الكبيرة في كولومبيا البريطانية مثل فريزر وسكينا وناس ومن الجداول الساحلية الرئيسية في النصف الجنوبي من قبل الميلاد. «من المرجح أن يكون لديهم معدل انتشار منخفض للعدوى.» كما جاء في التقرير أنه «يجب التأكيد على أن هينيجيا، رغم كونها ضارة اقتصاديًا، غير ضارة من وجهة نظر الصحة العامة. إنها طفيلي سمكي لا يمكن أن يعيش أو يؤثر على الحيوانات ذوات الدم الحار، بما في ذلك الإنسان».

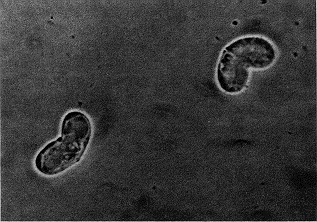
على myxosporean الطفيلي Ceratomyxa شاستا يصيب السلمون الأسماك على ساحل المحيط الهادئ في أمريكا الشمالية

وفقًا لكلاوس شالي، اختصاصي برنامج المحار الرخوي بالوكالة الكندية لفحص الأغذية، «تم العثور على Henneguya salminicola في جنوب قبل الميلاد أيضًا وفي جميع أنواع السلمون. لقد قمت سابقًا بفحص جوانب سمك السلمون المدخن التي كانت مليئة بالأكياس وبعض أنواع السوكاي. ويلاحظ باركلي ساوند (جنوب كولومبيا البريطانية، الساحل الغربي لجزيرة فانكوفر) لارتفاع معدل الإصابة».

### قمل البحر
يمكن أن يتسبب قمل البحر، ولا سيما السلمون Lepeophtheirus وأنواع مختلفة من Caligus ، بما في ذلك C. clemensi و C. rogercresseyi ، في حدوث إصابات مميتة لكل من السلمون المزروع في المزرعة والسلمون البري.

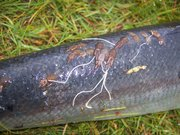
البحر القمل من سمك السلمون الأطلسي

قمل البحر عبارة عن طفيليات خارجية تتغذى على المخاط والدم والجلد، وتهاجر وتلتصق بجلد السلمون البري أثناء السباحة الحرة، ومراحل العوالق واليرقات، والتي يمكن أن تستمر لعدة أيام. يمكن لأعداد كبيرة من مزارع السلمون المفتوحة ذات الشبكة المفتوحة أن تخلق تجمعات كبيرة بشكل استثنائي من قمل البحر؛ عند تعرضها في مصبات الأنهار التي تحتوي على أعداد كبيرة من المزارع ذات الشباك المفتوحة، يصاب العديد من صغار السلمون البري ولا تنجو نتيجة لذلك. قد ينجو سمك السلمون البالغ من الأعداد الحرجة من قمل البحر، ولكن سمك السلمون الصغير رقيق الجلد المهاجر إلى البحر معرض للخطر بشكل كبير. على ساحل المحيط الهادئ لكندا، معدل النفوق الناتج عن القمل من السلمون الوردي في بعض المناطق عادة ما يزيد عن 80٪.

### الديدان المفلطحة
في عام 1972، انتشر Gyrodactylus ، وهو طفيلي أحادي المنشأ، من المفرخات النرويجية إلى سمك السلمون البري، ودمر بعض تجمعات السلمون البري.

### البكتيريا
مرض الفم الأحمر المعوي هو عدوى بكتيرية تصيب أسماك المياه العذبة والبحرية التي يسببها العامل الممرض يرسينيا راكيري. توجد بشكل أساسي في تراوت قوس قزح والسلمون المستزرع الأخرى. يتميز المرض بنزيف تحت الجلد في الفم والزعانف والعينين. هو الأكثر شيوعًا في المزارع السمكية ذات نوعية المياه الرديئة. تم اكتشاف مرض ريدموث لأول مرة في تراوت قوس قزح في ولاية أيداهو في الخمسينيات من القرن الماضي.

### الفيروسية الأمراض المعدية
في عام 1984، تم اكتشاف فقر الدم المعدي للسلمون (ISAv) في النرويج في مفرخ لسمك السلمون الأطلسي. مات ثمانون في المائة من الأسماك في الفاشية. يعتبر ISAv ، وهو مرض فيروسي، تهديدًا رئيسيًا لجدوى استزراع السلمون الأطلسي. وهي الآن أول الأمراض المصنفة في القائمة الأولى لنظام صحة الأسماك التابع للمفوضية الأوروبية. من بين الإجراءات الأخرى، يتطلب هذا القضاء التام على مخزون الأسماك بالكامل في حالة تأكيد تفشي المرض في أي مزرعة. يؤثر ISAv بشكل خطير على مزارع السلمون في تشيلي والنرويج واسكتلندا وكندا، مما يتسبب في خسائر اقتصادية كبيرة للمزارع المصابة. كما يوحي الاسم، فإنه يسبب فقر الدم الحاد في الأسماك المصابة. على عكس الثدييات، تمتلك خلايا الدم الحمراء للأسماك الحمض النووي، ويمكن أن تصاب بالفيروسات. تتطور الخياشيم الشاحبة للأسماك، وقد تسبح بالقرب من سطح الماء، وتبتلع الهواء. ومع ذلك، يمكن أن يتطور المرض أيضًا دون أن تظهر على الأسماك أي علامات خارجية للمرض، وتحافظ الأسماك على شهيتها الطبيعية، ثم تموت فجأة. يمكن أن يتطور المرض ببطء في جميع أنحاء مزرعة مصابة، وفي أسوأ الحالات، قد تقترب معدلات الوفيات من 100٪. كما أنه يشكل تهديدًا لمخزونات السلمون البري المتضائلة. تشمل استراتيجيات الإدارة تطوير لقاح وتحسين المقاومة الجينية للمرض.

## التفاعل مع البشر
في البرية، عادة ما تكون الأمراض والطفيليات عند مستويات منخفضة، ويتم التحكم فيها عن طريق الافتراس الطبيعي للأفراد الضعفاء. في الحظائر الشبكية المزدحمة يمكن أن تصبح أوبئة. تنتقل الأمراض والطفيليات أيضًا من أسماك السلمون المستزرعة إلى تجمعات السلمون البري. تربط دراسة حديثة في كولومبيا البريطانية بين انتشار قمل البحر الطفيلي من مزارع السلمون النهرية إلى السلمون الوردي البري في نفس النهر ".
لخصت المفوضية الأوروبية (2002) إلى أن «الحد من وفرة السلمون البري مرتبط أيضًا بعوامل أخرى ولكن هناك المزيد والمزيد من الأدلة العلمية التي تثبت وجود صلة مباشرة بين عدد الأسماك البرية المصابة بالقمل ووجود أقفاص في نفس المصب. .» يُذكر أن سمك السلمون البري على الساحل الغربي لكندا يتعرض للانقراض بسبب قمل البحر من مزارع السلمون القريبة. غالبًا ما تستخدم المضادات الحيوية ومبيدات الآفات للسيطرة على الأمراض والطفيليات وكذلك أشعة الليزر.
وقد اعترض علماء آخرون على هذه التوقعات وهناك الكثير من الجدل حول ما إذا كانت العلاقة بين الإصابة بقمل البحر وانخفاض مخزون السلمون البري مدفوعة بعوامل سببية.

## حالات أخرى
ينتج مرض فقاعة الغاز عن ملامسة الماء المفرط التشبع.